# Alturas de Machu Picchu
Alturas de Machu Picchu (auch in der Schreibweise Alturas de Macchu Picchu veröffentlicht) (Deutsch: Die Höhen von Machu Picchu) ist das 1981 erschienene 7. Album der chilenischen Band Los Jaivas. Mit dem Album vertonten Los Jaivas einen Teil des gleichnamigen Kapitels aus Pablo Nerudas Canto General. Insgesamt wird Alturas de Machu Picchu als das einflussreichste Album der Band und eines der wichtigsten Rockalben Lateinamerikas angesehen. Die chilenische Ausgabe der Zeitschrift Rolling Stone listete das Album 2008 in seiner Zusammenstellung der „50 besten chilenischen Alben aller Zeiten“ auf Platz 2 hinter Violeta Parras Las Últimas Composiciones.
Los Jaivas schaffen es den Zeilen Nerudas ein musikalisches Pendant zu geben, das über die bloße Vertonung der Gedichte hinausgeht und eigene Akzente setzt. Die musikalische Unterstützung erfolgt in der für die Band typischen Verschmelzung von Progressive Rock mit andiner Folklore, die stilistisch dem lateinamerikanischen Charakter von Nerudas Canto General Rechnung trägt.

## Titel
- A-Seite

1. „Del Aire al Aire“ (Alberto Ledo) – 2:17
2. „La Poderosa Muerte“ – 11:12
3. „Amor Americano“ – 5:28

- B-Seite

1. „Águila Sideral“ – 5:22
2. „Antigua América“ – 5:38
3. „Sube a Nacer Conmigo Hermano“ – 4:46
4. „Final“ – 2:37

Sofern nicht anderweitig gekennzeichnet ist der Text von Pablo Neruda und die Musik sowie das Arrangement von Los Jaivas.

## Film
Fast ebenso bekannt wie das Album selbst ist der Konzertfilm von 1981, in dem Los Jaivas die Musikstücke des Albums live in den Ruinen von Machu Picchu spielen. Häufig wird der Film mit Pink Floyds Live at Pompeii verglichen, da er ebenso wie jener neben der Musik die Ruinen und die majestätische Landschaft fast gleichberechtigt in Szene setzt und ebenfalls eine hohe filmische Qualität der Aufnahmen und  der Postproduktion hat. Den Rahmen für die Musik geben eine Einleitung und Erläuterungen vom peruanischen Schriftsteller Mario Vargas Llosa. Die Erstausstrahlung erfolgte am 8. Oktober 1981 im peruanischen Fernsehen.